# Мин Рён
Мин Рён (кор. 민룡, англ. Min Ryong, родился 14 июля 1982 года в Тэгу) — южно-корейский шорт-трекист, Участник Олимпийских игр 2002 года. Двукратный чемпион мира, в том числе абсолютный чемпион мира 2000 года, неоднократный призёр чемпионатов мира. Окончил Университет Кемён.

## Спортивная карьера
Мин Рён впервые начал кататься на коньках, когда учился во 2-м классе начальной школы Падон в Тэгу, которую возглавлял его отец, Мин Джун Сик, и который руководил внутренним бизнесом. Он начал заниматься шорт-треков в возрасте 9-и лет, в 4-м классе начальной школы. Затем пошел в среднюю школу Осон. 
Когда учился в средней школе Кёнсин, он дебютировал на Национальном чемпионате среди юниоров в марте 1999 года и появился как комета из ниоткуда, выиграв все индивидуальные соревнования, включая дистанцию на 500 метров. Следом дебютировал в национальной сборной в 1999 году на чемпионате мира в Софии в эстафетной команде, где занял 2-е место.
На Кубке мира сезона 1999/2000 в беге на 1000 м в общем зачёте занял 3-е место и общее 3-е место Кубка мира. В 2000 году выиграл юниорский чемпионат мира в Секешфехерваре, где взял золото в многоборье. А потом сделал дубль, выиграл на очередном чемпионате мира в Шеффилде на дистанции 1500 метров, в финале на 3000 метров, и в общем зачёте получил золото. Он занял общее 4-е место в финале Кубка мира сезона 2000/01 годов.
За год до Олимпиады, в январе 2001 года он участвовал на Универсиаде в Закопане и выиграл там 2 золота, в беге на 1000 м и в эстафете, а также добавил 2 серебра на дистанциях 1500 и 3000 м. На чемпионате мира в Чонджу Рён выиграл ещё две медали, бронзу на 1000 метров и серебро на 1500 метров, а в общем зачёте занял 5-е место. На Кубке мира сезона 2001/02 он занял 2-е место на дистанции 1000 метров в общем зачёте и 4-е в общем зачёте Кубка мира.
На Олимпийских играх в Солт-Лейк-Сити Рён должен был участвовать в индивидуальных видах на дистанциях 1000 и 1500 метров, но тренер отдал эти места более перспективному на тот момент Ан Хён Су. Мин выступал в эстафете. В полуфинале он при обходном манёвре толкнул бедром по локтю и плечу канадца  Расти Смита, сам вылетел на итальянца  Николу Родигари и  вместе упали. Мин получил травму спины и был увезён в больницу, но сборную Кореи дисквалифицировали.
После олимпиады Мин Рён наконец выиграл золотую медаль в беге на 1500 м на чемпионате Азии. Из-за этой травмы он навсегда ушёл из спорта в следующем году. В 2002 году он поступил в Университет Кемён